# Venezuela (ort)
Venezuela är en ort i Kuba.   Den ligger i provinsen Provincia de Ciego de Ávila, i den centrala delen av landet, 400 km öster om huvudstaden Havanna. Venezuela ligger 23 meter över havet och antalet invånare är 16 601.
Terrängen runt Venezuela är platt. Runt Venezuela är det ganska glesbefolkat, med 48 invånare per kvadratkilometer. Närmaste större samhälle är Ciego de Ávila, 12,2 km norr om Venezuela. Omgivningarna runt Venezuela är en mosaik av jordbruksmark och naturlig växtlighet.